# Web semàntic
El Web semàntic és un projecte que té com a objectiu crear un medi universal per a l'intercanvi d'informació significativa (semàntica), d'una forma comprensible per a les màquines, del contingut dels documents de la Web. Amb això es pretén ampliar la interoperabilitat dels sistemes informàtics i reduir la mediació dels operadors humans en els processos intel·ligents de flux d'informació. El pare de la idea, Tim Berners-Lee, creador del Web i fundador del W3C, proposa que la Web semàntica serveixi per a ampliar la capacitat de la World Wide Web mitjançant els estàndards, els llenguatges d'etiquetatge i altres eines de processament relacionades.

## Potencials beneficis del Web semàntic
Molta gent és capaç d'utilitzar la xarxa per a trobar com es diu «cotxe» en suec, renovar el préstec d'un llibre, o trobar el DVD més econòmic i comprar-lo. Però si es demana tot això a un ordinador, realment tindria problemes per on començar. Això és perquè, al cap i a la fi, les pàgines web estan dissenyades per a ser llegides per humans, i no màquines. Amb la web semàntica, les pàgines web esdevenen més comprensibles per a les màquines, i així aquestes poden cercar llocs webs i realitzar diferents accions d'una forma totalment estandarditzada.
Perquè aquesta comprensió entre les pàgines web i les màquines es compleixi és necessària una extensió del web actual. Això és possible atorgant un significat molt ben definit en les pàgines web. Amb aquesta extensió del web aconseguim que l'intercanvi de dades entre els sistemes i, finalment, la comunicació entre la màquina i l'home sigui molt més adient. D'aquesta manera les màquines poden localitzar i treballar la informació del web per resoldre les necessitats de cerca en les consultes al Web semàntic.
| «                                                                                                  | Hi ha informació a la qual seria més fàcil d'arribar pel que fa a hàbits personals i es pot fer de manera segura i confidencial. Per exemple, a mi m'encanta el menjar italià i ara sóc a Barcelona... d'aquesta forma puc disposar de forma immediata d'informació sobre els restaurants de menjar italià d'aquí a prop | » |
| — Steve Bratt , CEO del consorci internacional que produeix estàndards per la World Wide Web, 2008 | |   |

## Relació amb la World Wide Web
Actualment la World Wide Web es basa principalment en documents escrits en HTML o XHTML, llenguatges útils per a crear hipertext i text estructurat juntament amb contingut multimèdia com ara imatges i formularis interactius. No obstant això, aquests estan limitats a l'hora de classificar blocs de text en una pàgina més enllà del punt de vista estrictament visual, problema comú amb altres llenguatges de maquetació com ara el LaTeX.
Per exemple, amb HTML i una eina per a visualitzar aquest tipus de continguts (com ara un navegador o altre tipus d'agent d'usuari), hom pot crear i presentar una pàgina que llista uns elements en venda. El codi HTML d'aquesta pàgina de catàleg pot mostrar aspectes simples a nivell de document, com ara «el títol del document és Ferreteria Acme»; però no hi ha cap forma de precisar dins del mateix codi HTML si el producte M270660 és una «bateria Acme», amb un «preu de venda al públic de 200 €», o si és algun altre tipus de producte de consum (per exemple, una bateria elèctrica i no un instrument musical, o bé un tupí). L'únic que pot fer l'HTML és alinear-lo en la mateixa fila que el nom del producte. No és possible indicar «això és un catàleg», la «bateria Acme» és una «bateria elèctrica» o «200 €» és el seu preu. No hi ha cap forma tampoc d'expressar que diferents esbossos d'informació estan relacionats per a descriure un element en concret, diferent d'altres que poden estar descrits, per exemple, en un mateix catàleg.
La Web semàntica adreça aquests problemes utilitzant tecnologies descriptives com ara RDF i OWL, i en general, el llenguatge d'etiquetatge dissenyat per a descriure dades, XML. Aquestes tecnologies es combinen per a proporcionar descripcions que suplementen o reemplacen el contingut dels documents web. Així doncs, el contingut pot posar en manifest una base de dades accessible per la web, o mitjançant etiquetes impreses en un document (habitualment XHTML o bé directament XML amb les instruccions de presentació d'un full d'estil en una ubicació a part). Aquest etiquetatge permet als gestors de contingut interpretar els documents i dotar-los de contingut, facilitant d'aqueixa manera l'adquisició i processament de la informació.
| «                                         | La Web 3.0 no és la Web Semàntica. El que veurem a partir d'ara és la xarxa de sensors, la combinació d'aparells com els telèfons intel·ligents, carregats de sensors que recopilen dades del seu entorn i dels usuaris amb el fenomen de la intel·ligència col·lectiva | » |
| — Tim O'Reilly , Pare del terme 2.0, 2011 | |   |

## Components de la Web Semàntica
Els principals components de la Web semàntica són els metallenguatges i estàndards de representació XML, XML Schema, RDF, RDF Schema i OWL. L'OWL Web Ontology Language Overview descriu la funció i relació de cadascun d'aquests components de la Web semàntica: 
- XML aporta la sintaxi superficial per als documents estructurats, però sense dotar-los de cap restricció sobre el significat.

- XML Schema és un llenguatge per a definir l'estructura dels documents XML.

- RDF és un model de dades per als recursos i les relacions que es puguin establir entre ells. Aporta una semàntica bàsica per a aquest model de dades que pot representar-se mitjançant XML.

- RDF Schema és un vocabulari per a descriure les propietats i les classes dels recursos RDF, amb una semàntica per a establir jerarquies de generalització entre aquestes propietats i les classes

- OWL afegeix més vocabulari per a descriure propietats i classes: com ara relacions entre classes (p. ex. disjunció), cardinalitat (per exemple «únicament un»), igualtat, tipologies de propietats més complexes, caracterització de propietats (per exemple simetria) o classes enumerades.

La usabilitat i l'aprofitament de la Web i seus recursos interconnectats es podran beneficiar gràcies a:
- Els documents etiquetats amb informació semàntica (pot comparar-se amb l'etiqueta <meta> d'HTML, usada per a facilitar el treball dels robots dels cercadors). Es pretén que aquesta informació sigui interpretada per l'ordinador amb una capacitat comparable a la del lector humà. L'etiquetatge pot incloure metadades descriptives d'altres aspectes documentals o protocol·laris.

- Vocabularis comuns de metadades (ontologies) i mapes entre vocabularis que permetin a qui elabore els documents disposar de nocions clares de com han d'etiquetar-los perquè els agents automàtics puguin usar la informació continguda en les metadades (p. ex., que la metadada «author» tingui el significat d'«autor de la pàgina» i no d'«autor de l'objecte descrit en la pàgina»).

- Agents automàtics que realitzin tasques per als usuaris d'aquestes metadades de la Web semàntica.

- Serveis web (sovint amb agents propis) que proporcionin informació als agents (per exemple un servei de garanties a qui un agent pogués consultar sobre si un comerç electrònic té un historial de mal servei o de generar correu brossa).

La base primària d'aquesta tecnologia són els URIs que identifiquen els recursos juntament amb els XML i els espais de noms. Si a això s'afegeix un poc de lògica, mitjançant un RDF, o altres tecnologies com ara els gràfics temàtics i una mica de raonament basat en tècniques d'intel·ligència artificial, la Web pot arribar a estar llesta a les aspiracions del seu inventor Tim Berners-Lee.